# Hindu Raj
De Hindu Raj (Urdu: هندو راج) is een bergketen in het noorden van Pakistan, ten westen van de Karakoram en ten zuidoosten van de Hindu Kush. De bergketen loopt in oost-westelijke richting en is ongeveer 200 km lang. De hoogste top in de Hindu Raj is de 6872 m hoge Koyo Zom.
De Hindu Raj wordt in het westen van de Hindu Kush gescheiden door de Chitralvallei. In het noorden wordt de Hindu Raj van de Karakoram en Hindu Kush gescheiden door de Yurkhanvallei (het bovenste deel van Chitral) en de Karambarvallei (het bovenste deel van Ishkoman). Deze twee dalen zijn verbonden door de alleen te voet begaanbare Karambarpas. Vanuit het zuiden lopen de Ishkoman- en Yasinvalleien uit op de Hindu Raj. De Shandurpas verbindt in het zuidwesten, waar de Hindu Raj minder hoog is, Chitral met Ghizer in het oosten.
Op de noordelijke flanken van de Hindu Raj liggen enkele grote gletsjers.